# 横町藍
横町 藍（よこまち あい、1982年〈昭和57年〉4月8日 - ）は、広島県出身のフリーアナウンサー。元ウェザーニューズ社所属。血液型はO型。弟、妹がいる。広島県呉市の「くれ観光特使」である。夫は、コンポーザー、アレンジャーの上倉紀行。

## 人物・来歴
- 2005年 広島国際大学卒業
- 広島県観光アシスタント「ええじゃんレディ」（2006年3月 - 2008年2月末）に選ばれ2年間、その役目を務めた。
- テレビ新広島報道部でカメラアシスタントのアルバイトを経験した後、リポーターを希望し、系列の「ひろしまケーブルテレビ（HI-CAT）」に移籍。『ご当地TV』等の番組のリポーターになる。この時にディレクター・企画・構成・編集・カメラ・TK等の放送に関わる複数の業務を経験。
- 2008年 HI-CATを退職して上京。
- 2008年 横浜みなとみらいエリアでコールセンターに勤務。2009年4月おは天キャスターオーディションまで1年半横浜市に在住。
- 2009年3月 - 4月 FM三軒茶屋にてリポーターを務める。
- 2009年5月 - 8月 12期おは天キャスター（中四国エリア担当）を務める。なお、同じおは天中四国エリア担当でかつ現役のSOLiVEキャスターに、10期生の堀田奈津水がいる（横町が堀田より年上であるものの、おは天キャスターとしては後輩にあたる）。
- 2009年10月よりインターネット放送局「あっ!とおどろく放送局」に初代アキアナとして勤務する。
- 2010年8月ウェザーニューズ社にディレクターとして採用される。
- 2010年10月20日以降『SOLiVE24』に横町藍名義で出演。この時出演した番組は『SOLiVE トワイライト』で、2011年2月の番組改編までは山田泰葉と隔週で水曜・木曜に出演していた。
- 2014年3月31日の『SOLiVEムーン』をもってSOLiVEキャスターを卒業した。以降はフリーとなる。
- 近年ではご当地キャラ好きが高じて「ご当地キャライベントMC」としても活動をおこなっている。ゆるいアナウンサー（ゆるアナ）として大人気ゆるキャラのふなっしーとの絡みも多く、同キャラクターのアテンドを務めることから、メディアへの露出が多くなり、かなり知名度が上がっている。
- 2014年4月 出身地である広島県呉市のくれ観光特使に任命された。以降、呉市の観光PRを積極的に行っている。
- 2014年8月 ふなっしーのCD「ぶぎ ぶぎ ふなっしー」のPVに出演した。
- 2015年4月18日には、秋葉原にある豆乳カフェ「issa」で一日店長を務め、自身のカレーレシピを再現したコラボメニューなどが販売された。
- 2016年1月31日 - 横町藍と上倉紀行から結婚報告がなされた。馴れ初めは横町が神と崇める伊藤賢治のコンサートであったとのこと[3]。
- 2016年3月22日 - 全国のファミリーマートで取り扱われる「ご当地キャラクターくじ」の企画に協力しており、同日より発売開始となった[4]。
- 2016年5月6日 - ふなっしーLAND名古屋店オープン記念イベントを最後に産休（在宅勤務）に入った。
- 2016年7月16日 - 自身Twitterにて少し前の日に元気な男の子を無事出産したことを報告した。
- 2016年8月23日 - 日本武道館で開催された「梨祭 NASSYI FES.ふなっしー夏祭り 2016」で産休後の初MCを務めた。

- ウェザーニューズの「おは天」キャスターや「weathernews update」、「あっ!とおどろく放送局」アナウンサー時代は羽田藍花（はだ あいか）名義で務めていた。
- 高校生の頃から約10年、巫女をしていたことがある[5][出典無効]。
- セブン・イレブンに店員として勤務した経験がある。
- 眼科の看護師でもあった。

## 現在の出演番組
インターネット番組
- スマホ ゲームアワー なでなでしてないでゲームしなさい（不定期）
- スマホゲーム“ブレイブフロンティア”「ブレフロ女子部」（不定期）
- スーパーピコピコクラブ（不定期 2015年3月 - ）
- アイピコ（不定期 2015年3月 - ）
- ご当地あいちぃふれあい旅（クラウドファンディングによって制作されている番組）

## 過去の出演番組
ウェザーニューズ（退社直前）
- SOLiVE サンセット（不定期、週3回）
- SOLiVE ムーン（毎週日曜日の週1回）
2011年6月24日初出演。休演した山岸愛梨の代演[6]。
- SOLiVE ナイト（毎週火曜日の週1回[7]）
2012年3月3日の初出演はレギュラーキャスターの原田・山田が休日などで手配不可となったためによる代行。後者は土曜キャスターの原田が諸事情で番組を欠席し、代行した福嶋貫太郎のアシスタントとして23時台前半の約30分間のみ出演した。これにより、モーニング以外は全て出演したことになる。
ソライブ24におけるキャスターのシフトは一か月単位で決められており、5日勤務、2日休みというのが基本である。そのため登場当初は、『トワイライト』、『SOLiVE サンシャイン』のキャスターの休日に代理出演することが多く、『サンセット』や『SOLiVE コーヒータイム』に出演することもあったが、『コーヒータイム』の出演については2011年6月以降、2012年1月9日のレギュラー出演化まで原則として行なわれていなかった[8]。

2011年10月いっぱいの放送をもって、週2回を1年間担当してきた『SOLiVE トワイライト』を降板。捻出された2回分は堀田奈津水と交換した上で、『SOLiVE サンシャイン』は週4回出演となった。その『SOLiVE サンシャイン』も2012年1月4日の出演をもって降板したが、『SOLiVE サンセット』の出演は引き続き継続する。ただし、日曜日は後述の『You gotta SUNDAY』に出演する関係上、出演日と重複する場合は時間配分の関係で『SOLiVE サンセット』の出演が原則できなかった。
2012年9月24日の番組改編以降は、上記の通り。『SOLiVE サンシャイン』のレギュラー出演は復活した一方、『SOLiVE コーヒータイム』は週2回に減らされた。また『SOLiVE サンセット』の出演枠は『SOLiVE ナイト』に振り返られ、かつて23時台に出演していた『Weathernews LiVE』以来のレギュラー出演となった。
- ニコニコウェザーニュース（不定期）

ニコニコ生放送での放送。
ウェザーニューズ（それ以前）
- おは天（第12期中国・四国エリア担当、2009年5月 - 8月）
- Weathernews Live（土曜日）2011年2月以降にコメンテーターとしてほぼ定期的に出演していたが、7月以降は6月30日をもってSOLIVEキャスターを卒業した有川の穴埋めとして、『SOLiVE サンセット』の週1回出演を担当することになり降板。ただし、7月16日は同番組の土曜キャスターを担当していた村田泰謁が休演したため、同番組に出演した。
- SOLiVE トワイライト（不定期、2010年10月20日 - 2011年10月 週2回）
- SOLiVE サンシャイン（不定期、2011年6月 - 2012年1月 週2回）

『トワイライト』は2011年10月いっぱいの放送をもって、『サンシャイン』は2012年1月9日実施の番組改編前の出演をもって降板。このうち『サンシャイン』については、2012年5月23日に4ヶ月ぶりの出演を果たし、続けて25日・6月16日・17日・23日・24日・8月5日も出演した。
- SOLiVE イブニング（2012年3月3日初出演）
- SOLiVE サタデー

あっ!とおどろく放送局
- B級Cool Japan（2011年1月11日 - 6月28日）
- SOLiVE サタデー

あっ!とおどろく放送局
- You gotta SUNDAY（2011年7月10日 - 2012年9月23日）※第4日曜日[11]

フリーでの活動
- RainbowtownFM - 「今夜もまた金曜日」（2015年1月 - 6月）
- TEPPN - 公式Youtubeチャンネル MC（2021年12月17日 - 2022年7月25日）

## 「羽田藍花」名義の出演番組
- あっ!とおどろく放送局
  - エンタメ120星運占いTV（2009年10月13日 - 12月15日）
  - ドッキドキ!TVゲーム超新星（2009年10月21日）
  - 見たい!出たい!作りたい!（2009年10月24日）
  - 夜遊びメールバトル金曜（2009年12月18日）
  - あっ!と生忘年会2009（2009年12月22日）
  - それ行け!2年ロケッツ組（2009年12月27日、2010年3月21日）
  - あっ!とNOW（2010年1月4日 - 7月16日）
  - 大野かなこぷれぜんつ!「アキ☆アナ」育成計画!（2010年1月5日 - 3月30日）
  - tokage お茶の間☆ミュージック3。（2010年1月6日 - 3月31日）
  - 井上昌己の「急がばまわれ」（2010年1月14日 - 3月18日、2011年6月16日）
  - 山本結のユイチャンネル（2010年1月15日 - 3月26日）
  - ドレミ團の「あおぞら伝送路（チャンネル）」（2010年3月1日 - 3月29日）
  - みんなの願いを叶えたい!日曜（2010年4月4日 - 5月30日）
  - ウラケン（2010年5月4日、7月27日）
  - あきばなぅ。（2010年7月26日、8月16日配信開始）
  - 地球はともだち 〜AKIBA（秋葉原）48時間生放送!!〜（あっ!とおどろく放送局、2010年10月2日）
  - 億万ぷらんなー!（2010年11月18日）
  - あいちぃ＆かなっぺの「まぁお茶でもどうぞ( ・∀・)っ旦(ry」（2010年12月30日）
  - あきば通 in あっ!とおどろく放送局（2011年1月8日）

## エピソード
- 2010年12月19日に放送された「ソラトモパーティー2010」では、前説を担当している[12]。その時は、クリスマスツリーをデザインした特製の服を着用した。
- 2012年3月3日の『SOLiVE イブニング』に初出演後、WITHステーション所属社員である福嶋貫太郎の失態により、同社社員の根来武志による呼びかけに応える形で『SOLiVE ナイト』の初出演へ至った[13]。
- ふなっしーとの付き合いはふなっしーがまだ売れなかった頃にイベントや幼児施設への訪問などを行っていた際のサポートをしていたなど、古くから関係がある。